# Proof

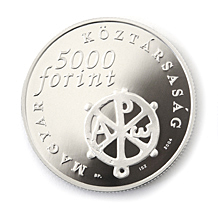
PP kivitelű emlékérme előlapja. Pécsi ókeresztény sírkamrák, 2004, kibocsátó: Magyar Nemzeti Bank, tervező ifj. Szlávics László

A proof (szokásos rövidítése PP a német Polierte Platte kifejezésből, jelentése polírozott lapka) az érmék minősítésére használt kifejezés.
A proof kivitelű érméket polírozott szerszámokkal polírozott lapkára verik. A verőszerszámokat azért lehet polírozni, mert az érméken kiemelkedő részek a szerszámon bemélyedéseknek felelnek meg. A proof technikával előállított érmék háttere tükörfényes, ezért tükörveretnek is nevezik. A kiemelkedő részek, vagyis az éremkép minden esetben matt felületű. A lapkákat egyenként helyezik a verőgépbe, majd szintén egyenként, kézzel csomagolják. Az eljárás munkaigényes, mivel a verőszerszámokat gyakran kell újrapolírozni, illetve cserélni, egy szerszámmal sokkal kevesebb proof érme készíthető, mint forgalmi. A proof érméket körültekintően kell kezelni, mivel nagyon érzékenyek a környezeti hatásokra, célszerű műanyag kapszulában tárolni. Ezzel a technológiával főként gyűjtőknek szánt érmék készülnek, a modern érmék legmagasabb minőségi fokát képviseli.